# كارلوس دي ليون
كارلوس دي ليون مواليد 3 مايو 1959 في بورتوريكو، هو ملاكم. حقق بطولة المجلس العالمي للملاكمة.

## إحصائيات
خاض خلال مسيرته 61 نزالا، فاز في 52 وتعادل في 1 وخسر في 8. فاز بالضربة القاضية في 32 نزالا.

## روابط خارجية
- كارلوس دي ليون على موقع بوكس ريك (الإنجليزية) (registration required)